# Hydromorfon
Hydromorfon (łac. Hydromorphonum) – organiczny związek chemiczny, silny środek odurzający mający krótsze działanie przeciwbólowe od morfiny.
Łatwo wywołuje euforię; jego zażywanie prowadzi do nałogu, tolerancji farmakologicznej oraz objawów abstynencji.